# تفنگ فتیله‌ای دار
تفنگ فتیله‌ای دار (فرانسوی: mousquetaire) نوعی سرباز مجهز به تفنگ فتیله‌ای بود. تفنگداران بخش مهمی از جنگ‌های مدرن اولیه به ویژه در اروپا بودند، زیرا آنها معمولاً اکثریت پیاده‌نظام خود را تشکیل می‌دادند. این تفنگداران پیشروی تفنگداران گلوله زن بودند. تفنگ گلوله‌زن در طول دوره ۱۸۵۰ تا ۱۸۶۰ به عنوان سلاح گرم جهانی برای ارتش‌های مدرن جایگزین تفنگ‌های فتیله‌ای شد. نام سنتی " تفنگ فتیله‌ای دار " برای سرباز پیاده‌نظام در ارتش امپراتوری آلمان تا جنگ جهانی اول استفاده می‌شد.

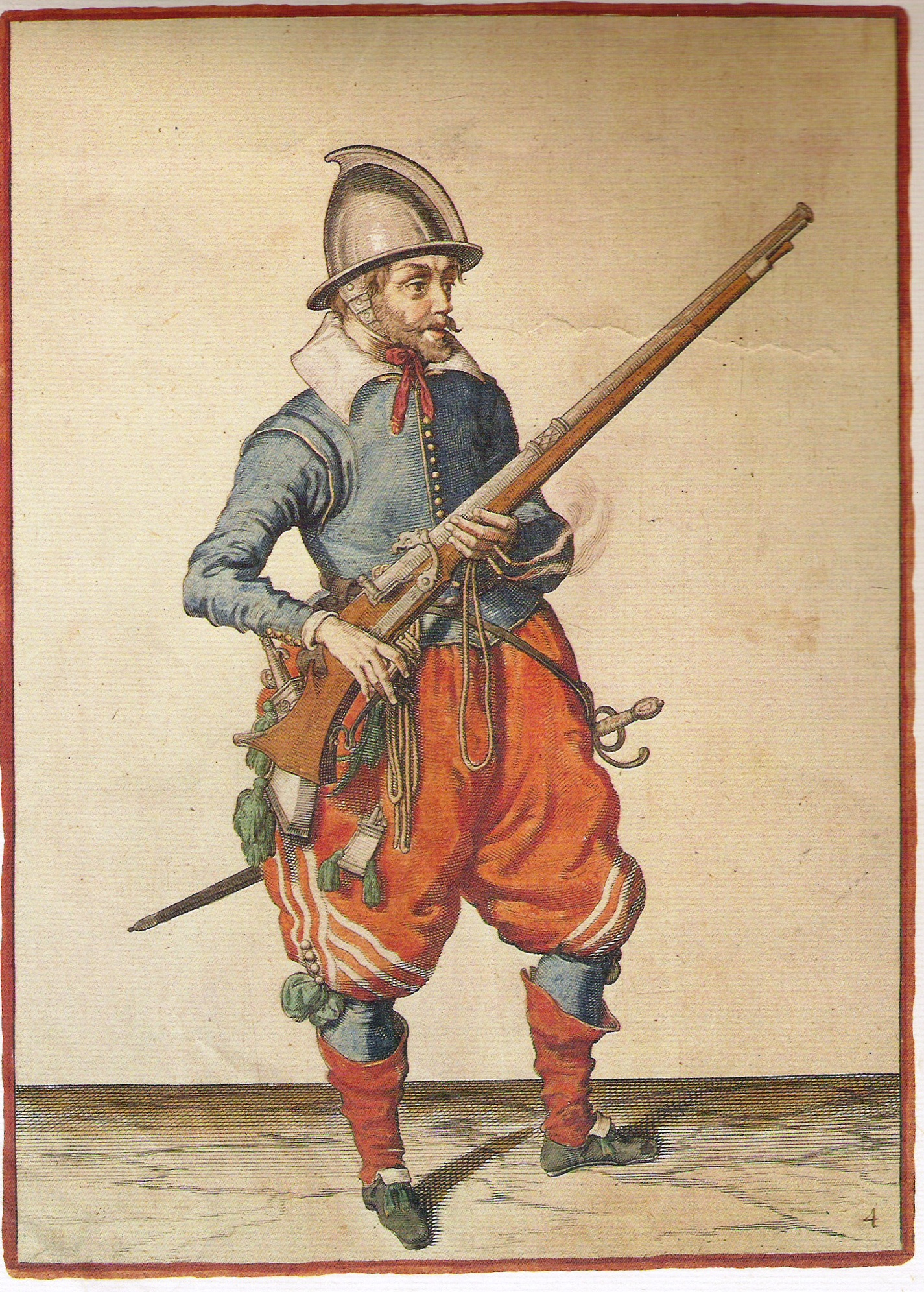
یک تفنگدار هلندی که یک تفنگ فتیله ای در دست دارد. نقاشی از Jacob van Gheyn در سال ۱۶۰۸

## آسیا

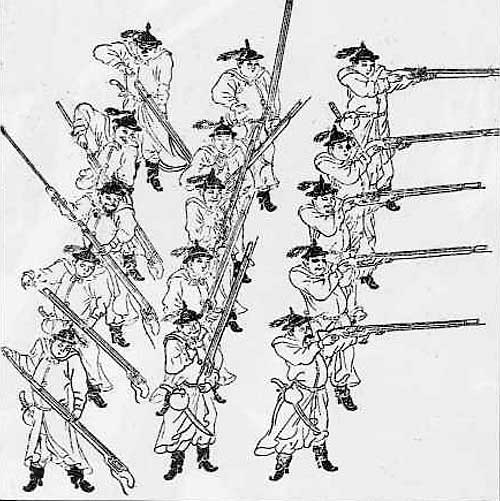
تفنگداران در چین از سلسله مینگ.

### چین
توپ دستی (hand cannon) در قرن دوازدهم در چین اختراع شد و در قرن سیزدهم در آنجا به‌طور گسترده مورد استفاده قرار گرفت. در طول قرن چهاردهم به سمت غرب در سراسر آسیا گسترش یافت. تفنگ شمخال داران و تفنگ فتیله‌ای داران در ارتش سلسله‌های مینگ (۱۳۶۸–۱۶۴۴) و سلسله چینگ (۱۶۴۴–۱۹۱۱) مورد استفاده قرار گرفتند. کتاب ژائو شیژن در سال ۱۵۹۸ پس از میلاد، با نام "Shenqipu"، شامل تصاویر تفنگداران ترک عثمانی و اروپایی همراه با طرح دقیق تفنگ‌های آنها است. چینی‌ها همچنین اولین سلاح گرم رگبارزن را ساختند: چندین لوله پشت یک سپر چوبی کوچک، تفنگدار این لوله‌ها را می‌چرخاند و هر لوله را با کبریت آهسته یکی یکی روشن می‌کرد. این سلاح‌ها زمانی که از دیوارها یا موقعیت‌های دارای ارتفاع شلیک می‌شدند بیشترین تأثیر را داشتند. Needham این سلاح را یک "مسلسل اولیه" می‌دانست.

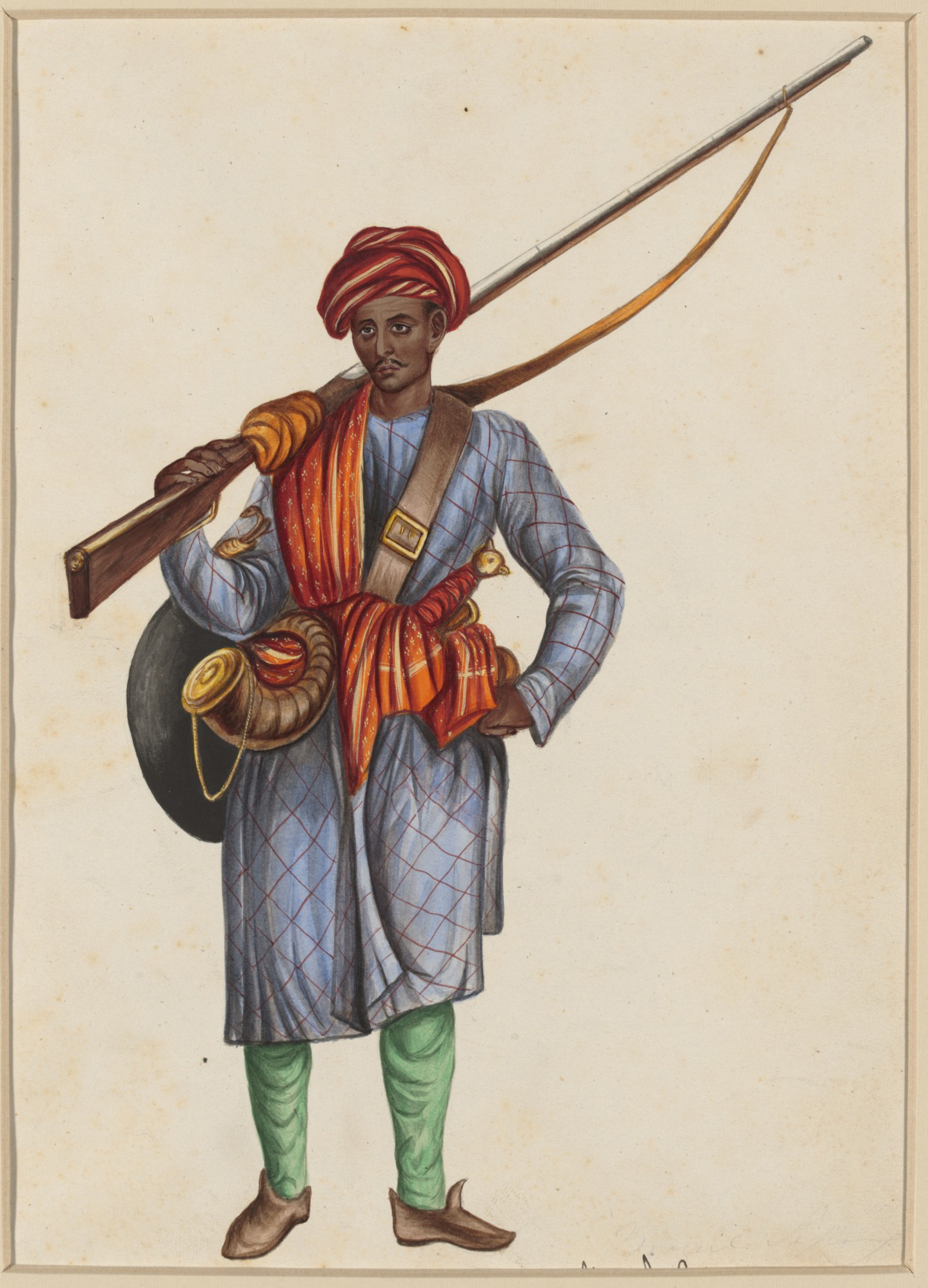
نقاشی یک پیاده‌نظام گورکانی.

##### هند
تفنگ‌های فتیله ای برای اولین بار در آسیای مرکزی تحت سلسله تیموریان معرفی شدند و توسط اولین امپراتور گورکانی به نام بابر در اولین نبرد پانی‌پات در سال ۱۵۲۶ میلادی استفاده شد. این سلاح از قرن شانزدهم به بعد، عمدتاً از زمان سلطنت امپراتور مغول ، اکبر، به بخشی جدایی ناپذیر از جنگ هند تبدیل شد. به عنوان یک دفاع مؤثر در برابر فیل‌های جنگی استفاده می‌شد. مغول‌ها، مراتاها، راجپوت‌ها، سیک‌ها و آهوم‌ها از تفنگداران فتیله‌ای استفاده می‌کردند.

## اروپا

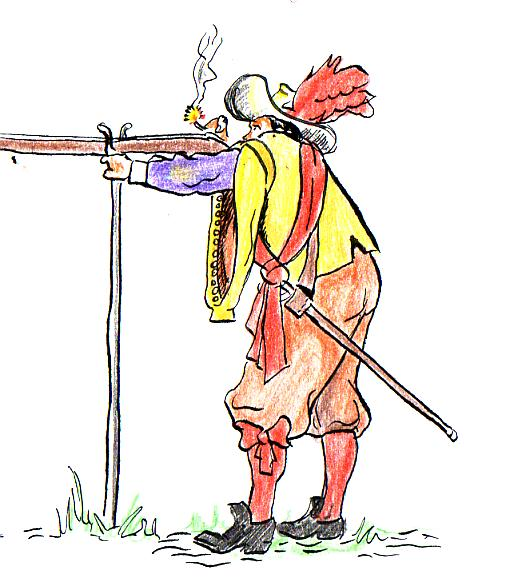
یک تفنگدار ترسیو (tercio). سال ۱۶۵۰

### اسپانیا
در ارتش اسپانیا، تِرسیو (tercio)یا اسکوِر اسپانیایی یک ترکیب پیاده‌نظام مختلط بود که از لحاظ نظری می‌توانست تا ۳۰۰۰ نیزه دار، شمشیرباز و تفنگدار را شامل شود. اگرچه، در میدان جنگ، معمولاً بسیار کوچکتر بود. تفنگ فتیله‌ای داران توسط اسپانیایی‌ها در پاسخ به شوالیه‌های زره پوش سنگین توسعه داده شدند. یک تفنگ شمخال به اندازه کافی قدرت نداشت که یک شوالیه زره دار را سرنگون کند، اما یک تفنگ دیواری(wall gun)می‌توانست. فرماندهان میدانی اسپانیایی می‌خواستند قدرت شلیک یک تفنگ دیواری کوچک را به میدان نبرد بیاورند اما به گونه ای که اندازه یک شمخال قابل مانور باشد. راه حل یک تفنگ شمخال بزرگتر بود، اما وزن اضافی، استفاده آن را در هنگام هدف‌گیری و شلیک بسیار دشوار می‌کرد. از این رو، تفنگ فتیله‌ای بزرگ‌تری را روی یک پایه گذاشتند، که می‌توان گفت اولین پیش ساز تفنگ‌های تک پایه ای بود. علاوه بر این، تفنگ فتیله‌ای داران اولین پیاده‌نظام بودند که به‌طور کامل زره را کنار گذاشتند. به غیر از همراه داشتن پایه برای تفنگدار، تجهیزات تفنگداران از یک فلاسک باروت به یک نوار فشنگ ارتقا یافت. به دلیل دشواری در ادارهٔ پایه و قدرت مورد نیاز برای استفاده از این تفنگ سنگین تر، تفنگداران مردان قوی تری بودند و بیشتر از بقیه پیاده‌نظام دستمزد می‌گرفتند.

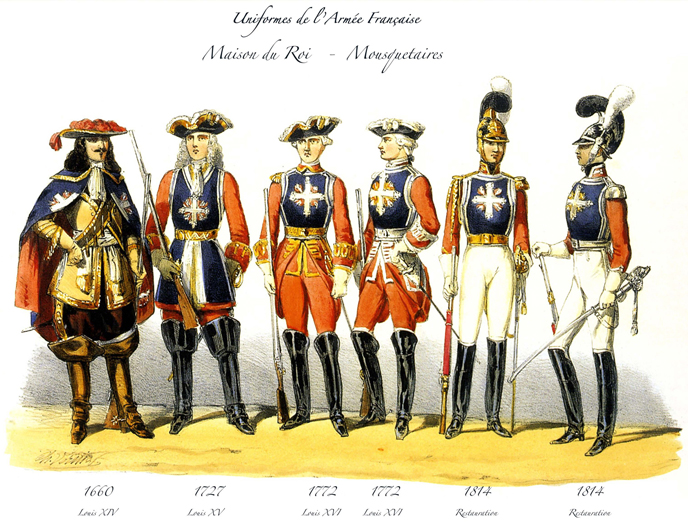
یونیفرم تفنگ فتیله‌ای داران گارد فرانسه ۱۶۶۰–۱۸۱۴

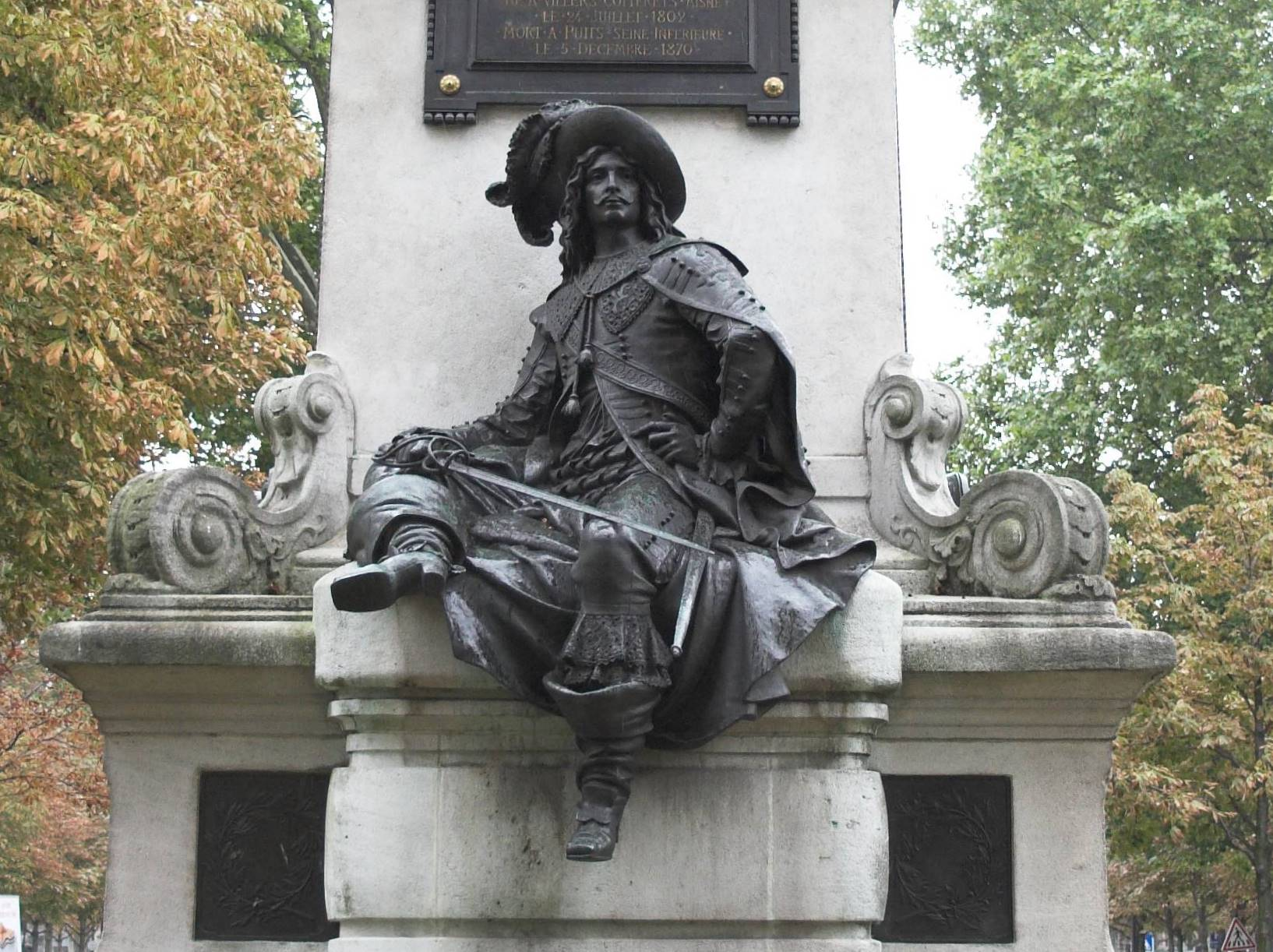
بنای یادبود دارتانیان در پاریس

### فرانسه
تفنگ فتیله‌ای داران گارد یک واحد جوان بودند، در ابتدا تقریباً دارای حمایت قدرت شاخه نظامی خانواده سلطنتی یا Maison du Roi بودند. آنها در سال ۱۶۲۲ زمانی که لوئی سیزدهم یک گروه سواره نظام سبک («کارابینیرها» که توسط پدر لوئی ، هنری چهارم ایجاد شد) را با تفنگ تجهیز کرد، ایجاد شدند. تفنگداران هم پیاده به عنوان پیاده‌نظام و هم سوار بر اسب به عنوان دراگون در نبردها می‌جنگیدند. در نبرد فونتنوی (Battle of Fontenoy) در سال ۱۷۴۵، تفنگ فتیله‌ای داران پادشاه که به عنوان سواره نظام عادی خدمت می‌کردند درحالی به پیاده‌نظام بریتانی با اسلحه حمله کردندکه آن‌ها شمشیر کشیده بودند.

### سوئد
به لطف اصلاحات گوستاو دوم آدولف، ارتش سوئد سبک جدیدی از جنگ را به بلوغ رساند که سوئد را در قرن هفدهم به یک قدرت بزرگ تبدیل کرد. این سبک نبرد به استاندارد جدیدی در سراسر اروپا و مستعمرات آن در آخرین مراحل جنگ تحت سلطه تفنگ فتیله‌ای تبدیل شد. دستورالعمل‌های مبتنی بر خود گوستاو، انقلابی در آموزش و تاکتیک‌های ارتش‌های غربی ایجاد کرد.

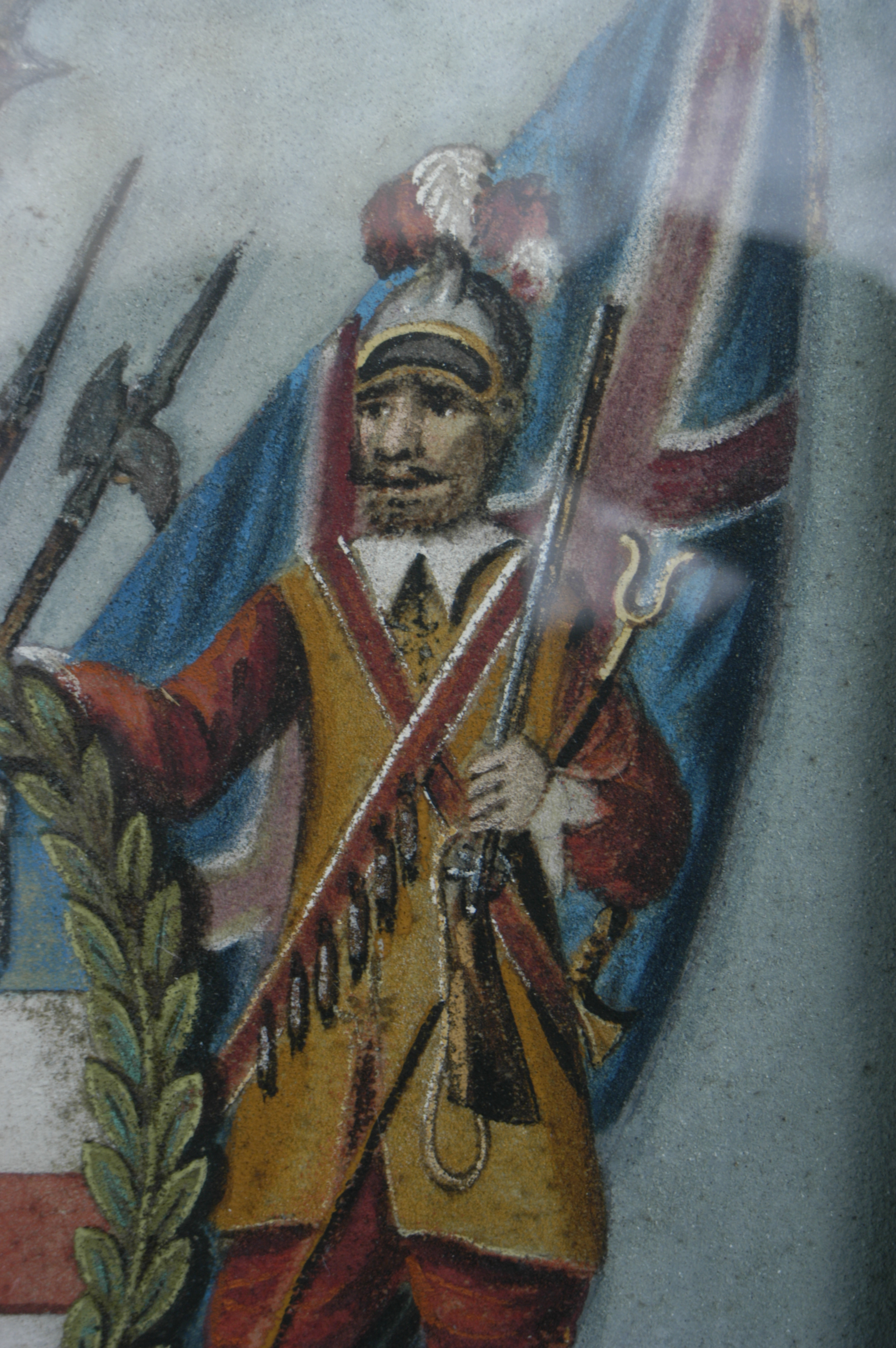
نشان حمایت تفنگدار فتیله‌ای بریتانیا، در قرن ۱۹

### بریتانیا
نشان حمایت تفنگدار فتیله ای بریتانیا، در قرن ۱۹
نماد " کت‌قرمز " متعلق به امپراتوری بریتانیا واحد اصلی ارتش بریتانیا بود که بزرگ‌ترین امپراتوری تاریخ را ایجاد کرد. این پیاده‌نظام بریتانیایی مجهز به کالیبر ۷۵ ملقب به(Land Pattern Musket) یا براون بس بود. این پیاده‌نظام با استانداردهای آن زمان به خوبی آموزش دیده بود و با گلوله‌های جنگی تمرین می‌کرد. یک کت قرمز کاملاً آموزش دیده می‌تواند چهار بار در دقیقه شلیک کند. این، همراه با تکنیک شلیک توسط شرکت‌ها (روشی که در آن بلوک‌هایی از مردان رگبارهای کوچک‌تری را متوالی شلیک می‌کردند و موجی از آتش را در جلوی هنگ ایجاد می‌کردند)، این امکان را برای تفنگدار بریتانیایی فراهم کرد که در نبردهای تن به تن در مقابل دشمن با شمار زیادتر پیروز شود.

## اوراسیا

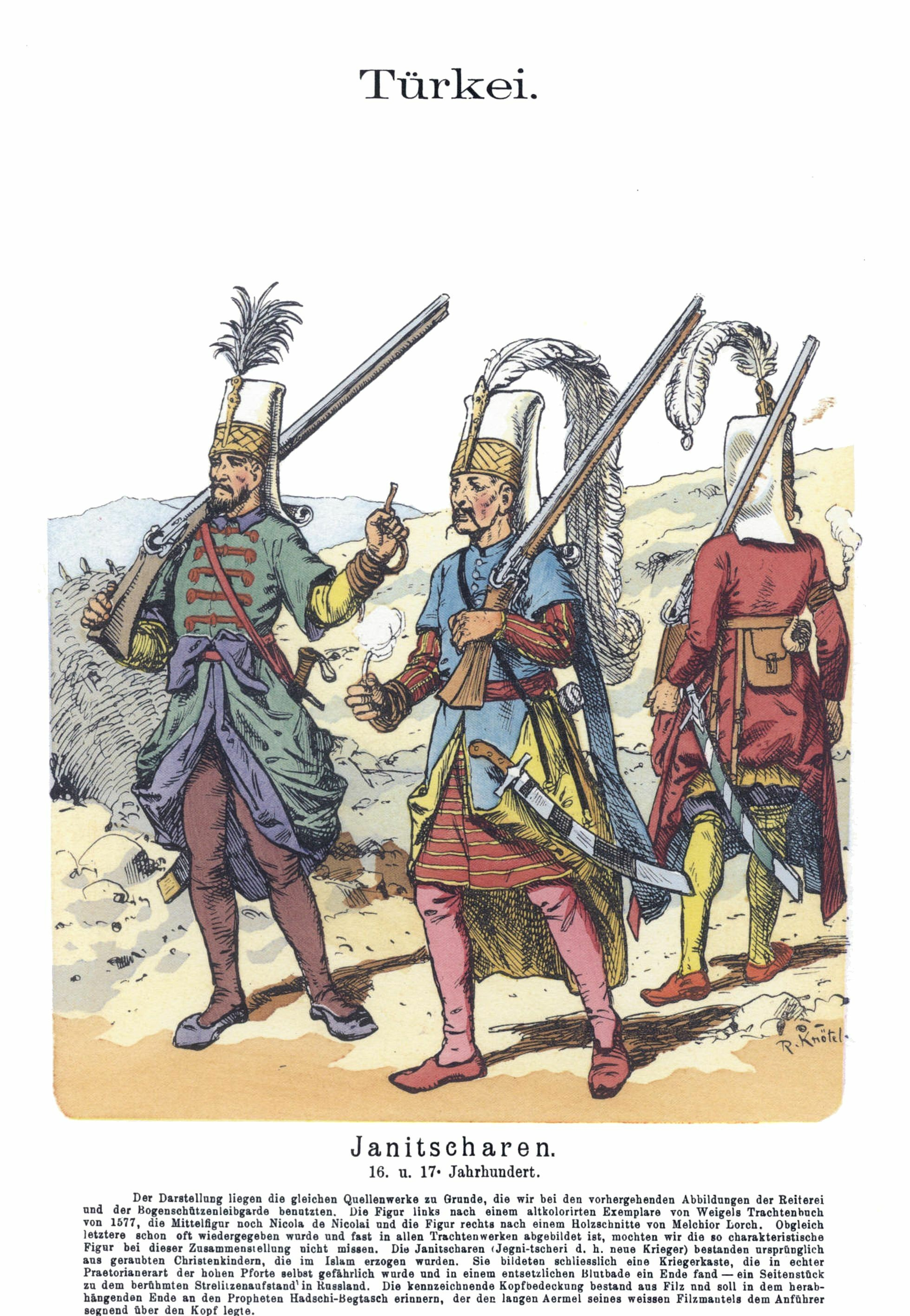
یک تصویر از ینی‌چری.

##### امپراتوری عثمانی
سپاه ینی‌چری ارتش عثمانی در اوایل دهه ۱۴۴۰ از تفنگ‌هایی ملقب به «matchlock» استفاده می‌کرد. امپراتوری عثمانی، با تمرکز بر ترکیه و گسترش به بالکان، عربستان و شمال آفریقا از تفنگ فتیله‌ای برای فتح قسطنطنیه (استانبول امروزی) استفاده کرد و یکی از اولین استفاده‌کنندگان از تفنگ در یک درگیری نظامی بود. همچنین از توپ‌های بزرگ از جمله توپ داردانل استفاده کرد.

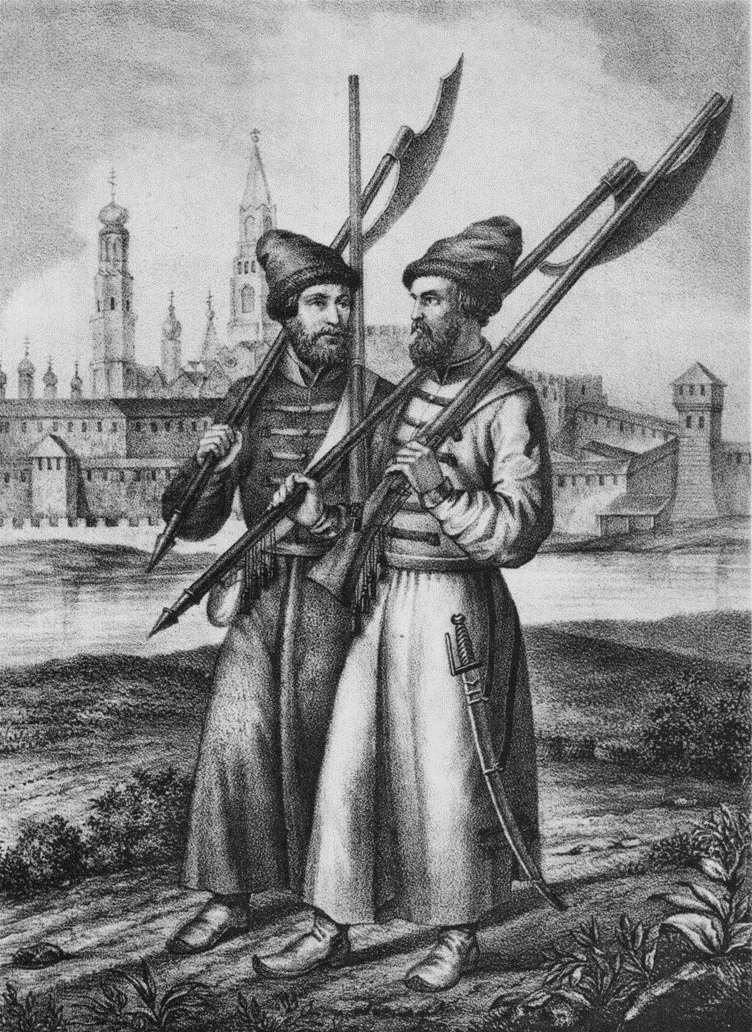
استریلتسی سال ۱۶۷۴

### روسیه
اِسْتریلتْسی (روسی: Стрельцы) واحدهای نگهبانان روسی (کلمه sl. strelets, стрелец. به معنای "تیرانداز"؛ اغلب به عنوان "تیرانداز"، اما به‌طور صحیح تر "harquebuses" ترجمه می‌شود) از قرن شانزدهم تا اوایل قرن ۱۸، مسلح به سلاح گرم و هالبرد بودند. اولین واحدهای استریلتسی توسط ایوان مخوف بین سالهای ۱۵۴۵ و ۱۵۵۰ ایجاد شد و به تفنگ شمخال مسلح شد. آنها برای اولین بار شاهد نبرد در محاصره کازان (Siege of Kazan)در سال ۱۵۵۲ بودند. خدمت سربازی در این واحد مادام العمر و موروثی شد. استریلتسی‌ها به صورت هنگ‌هایی سازماندهی شده بودند که هر کدام دارای یک کت بلند کفتان(kaftans) و کلاه پارچه ای نوک تیز با رنگ مشخص بودند. تا سال ۱۶۸۰، ۲۰ هنگ نظامی مسکو وجود داشت که مجموعاً ۲۰۰۴۸ نفر بودند و حدود ۱۲ درصد از ارتش را تشکیل می‌دادند (به همراه قزاق‌ها، شبه نظامیان و تعداد فزاینده ای از سربازان عادی). علاوه بر این، تعداد قابل توجهی از نیروهای مرزی و پادگانی در خارج از مسکو خدمت می‌کردند، هرچند که این نیروها به‌طور رسمی کمتر حفاری و تجهیز شده بودند.

## آفریقا
یک نیروی کوچک تفنگ فتیله‌ای دار در کنگو جواز پیداکرد که عمدتاً متشکل از مستیکوها (mestiço) بودند که از نژادهای کنگویی مختلط با تبار پرتغالی بودند. بیش از ۳۰۰ تفنگدار در ارتش کنگو علیه پرتغالی‌ها در نبرد (Mbwila)در سال ۱۶۶۵ خدمت کردند. تفنگداران از سال ۱۶۸۰ پس از میلاد در ارتش ویدا (Wydah) به کار گرفته شدند، اما آنها به‌طور کامل جایگزین نیزه داران، شمشیربازان و کمانداران نشدند. در جنگ، ابتدا تفنگداران بودند که در صفوف مقدم ارتش می‌جنگیدند.